# 西海市立大崎小学校
西海市立大崎小学校（さいかいしりつ おおさきしょうがっこう, Saikai City Osaki Elementary School）は、2022年（令和4年）4月1日、長崎県西海市大島町に開校した公立小学校。

## 概要
歴史
西海市立小学校の規模適正化により、2022年に西海市大崎地区（大島・崎戸地区）にある以下の小学校3校が統合されて開校した。校名の由来は「大島地区」の「大」と「崎戸地区」の「崎」を組み合わせたもの。
- 西海市立大島東小学校
- 西海市立大島西小学校
- 西海市立崎戸小学校

校地
大島東小学校の校地・校舎を継承。

校章
長崎県立大崎高等学校および西海市立大崎中学校の校章と同様のデザインとなっている。大崎高校が「高」の文字、大崎中学校が「中」の文字、大崎小学校が「小」の文字となる。

校区
住所表記で西海市の後に「大島町」・「崎戸町（江島・平島を除く）」が続く地域。中学校区は西海市立大崎中学校。
通学手段
旧・大島東小学校区の児童は徒歩通学。旧・大島西東小学校区、旧・崎戸小学校区からはスクールバスが運行されている。
小中高一貫教育
西海市立大崎中学校、長崎県立大崎高等学校との小中高一貫教育を行っている。
校歌
作詞：西海市文化協会会員：吉田弘人
作曲：佐世保東翔高校吹奏楽部顧問：中村明夫

## 沿革
開校前
- 2021年（令和3年）3月 - 西海市定例市議会において、大崎小学校の設置が可決される[1]。

開校
- 2022年（令和4年）4月1日 - 大島東小学校校地に「西海市立大崎小学校」が開校[1]。

## 交通アクセス
最寄りのバス停
- さいかい交通（長崎自動車（長崎バス））「東町」バス停

最寄りの道路
- 長崎県道243号寺島馬込港線

## 周辺
- 西海市立大島こども園（2021年4月に大島幼稚園と間瀬保育所が統合される形で開園）
- 大島町武道館
- 大島文化ホール
- 大島プール

## 参考資料
- 大崎地区小学校適正配置(学校統合)実施計画～よりよい教育環境の実現に向けて～ (PDF)  - 西海市ウェブサイト
- 西海市教育委員会大崎地区審議会だより第1号 (PDF)  - 西海市ウェブサイト